# Bonseki

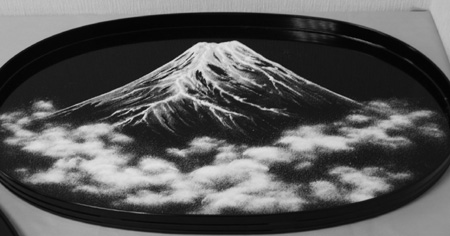

 (décembre 2016).
Si vous disposez d'ouvrages ou d'articles de référence ou si vous connaissez des sites web de qualité traitant du thème abordé ici, merci de compléter l'article en donnant les références utiles à sa vérifiabilité et en les liant à la section « Notes et références ».
Bonseki (盆石, littéralement « pierre en pot ») est un ancien art japonais consistant à reproduire des paysages miniatures sur des pierres plates.